# Rita Streich
Rita Streich (Barnaul, 18 dicembre 1920 – Vienna, 20 marzo 1987) è stata un soprano tedesco, nota, nel periodo post seconda guerra mondiale, come uno dei più famosi soprano di coloratura.

## Biografia
Nata in Russia, Rita si trasferì in Germania con la sua famiglia nel periodo dell'infanzia, godendo così della facoltà di apprendere due lingue, cosa che le sarà molto utile verso la fine della sua carriera. Fra i suoi insegnanti vi furono Willi Domgraf-Fassbaender, Erna Berger e Maria Ivogün.
Il suo debutto come cantante d'opera avvenne durante la seconda guerra mondiale al Stadttheater di Ústí nad Labem in Boemia, nel ruolo di Zerbinetta nell'Ariadne auf Naxos di Richard Strauss. Tre anni più tardi fece il suo debutto alla Staatsoper Unter den Linden di Berlino, dove cantò fino al 1952. In quell'anno venne scritturata al Festival di Bayreuth, nel 1953 a Vienna, e nel 1954 al Festival di Salisburgo. Successivamente cantò anche al Teatro alla Scala di Milano ed alla Royal Opera House, Covent Garden di Londra.
Dal 1974 insegnò alla Folkwang Academy di Essen ed alla Music Academy in Vienna. Tenne master class durante varie edizioni del Festival di Salisburgo a partire dal 1983.
Il suo repertorio comprendeva le opere Idomeneo, Così fan tutte, Il ratto dal serraglio, Il flauto magico, Le nozze di Figaro, Don Giovanni e altre opere. Conoscendo anche la lingua russa, poté cantare le opere di Rimsky-Korsakov in lingua originale senza tracce di accenti stranieri. Ella fu anche una grande interprete di operette come  "Die Fledermaus", "Eine Nacht in Venedig", "Der Zigeunerbaron", "Boccaccio", "Der Bettelstudent", "Der Zarewitsch".
Rita Streich è stata udita dagli spettatori del film del 2007 "Mr. Bean's Holiday" dove Rowan Atkinson canta, con la voce di Rita Streich, la famosa aria di Giacomo Puccini, O mio babbino caro accompagnata dalla Deutsche Oper Berlin Orchestra diretta da Reinhard Peters.